# امه ایزاگیری
اِمه ایزاگیری ایزاگیری (به انگلیسی: Eme Eyzaguirre) (زادهٔ ۸ اوت ۱۹۹۲) موسیقی‌دان پرویی غیردوگانه است که آثارش آمیزه‌ای از موسیقی پرویی با تجربه‌گرایی صوتی و نقد اجتماعی است. کارهای او به مضامینی همچون هویت، خودشناسی، حافظه و مقاومت می‌پردازد و موسیقی را به رسانه‌ای برای اعتراض و بازتاب تبدیل می‌کند. او در پروژه‌های هنری و فرهنگی گوناگون، چه در پرو و چه در دیگر کشورها، مشارکت داشته‌است.

## زندگی شخصی و آغازین
ایزاگیری در لیما و در خانواده‌ای اهل موسیقی بزرگ شد. او در ۱۳ سالگی نخستین بار گرایش جنسی خود را به عنوان فرد دوجنس‌گرا آشکار کرد. در دوران نوجوانی تلاش کرد گرایش جنسی خود را تغییر دهد تا با انتظارات جامعه کاتولیک اطرافش سازگار شود.
از ۱۶ سالگی، ایزاگیری از موسیقی برای بیان هویت و تجربه‌های خود استفاده کرده‌است. او در رشتهٔ «ترانهٔ مردمی» در دانشکدهٔ هنرهای نمایشی دانشگاه کاتولیک پرو در لیما آموزش دید. در دوران دانشگاه، تصمیم گرفت از کلیسای کاتولیک رومی خارج شود.
به عنوان چهره‌ای شناخته‌شده در جامعه ال‌جی‌بی‌تی، ایزاگیری می‌کوشد با موسیقی خود به تجربه‌ها و روایت‌های گوناگون در جامعهٔ پرو توجه دهد. او جنسیت خود را غیردوگانه، نه مرد و نه زن، توصیف می‌کند. در مصاحبه‌ای در سال ۲۰۱۶، اِمه گفته بود که آشکار کردن هویت ال‌جی‌بی‌تی ممکن است تأثیر منفی بر پذیرش عمومی او بگذارد، اما برایش مهم‌تر این است که با آثارش به دیده‌شدن این هویت کمک کند.

## زندگی هنری
ایزاگیری آثار خود را در فضاهای فرهنگی و جشنواره‌ها ارائه کرده‌است، از جمله در مرکز فرهنگی اسپانیا در لیما و انجمن فرهنگی پرویی آمریکای شمالی (ICPNA)، که در آن‌ها بخشی از نمایشگاه‌ها و پروژه‌هایی بوده که موسیقی را با دیگر رشته‌های هنری پیوند می‌دهند.
از موضوعاتی که در آثارش به آن پرداخته، می‌توان به مشکلات اجتماعی همچون خشونت جنسیتی و مبارزه برای حقوق جوامع حاشیه‌نشین اشاره کرد. سبک او ترکیبی از عناصر سنتی با تجربه‌گرایی صوتی است.
در سال ۲۰۲۱، ایزاگیری بخشی از پروژهٔ «Sobrevivir» در انجمن فرهنگی پرویی آمریکای شمالی (ICPNA) بود. او با هنرمندان تراجنسیتی آنجلینا میلادی (رقصنده و طراح رقص) و آلمندرا پاملا (موسیقی‌دان و آهنگساز) همکاری کرد. نمایشگاه گروهی آن‌ها هنر را به عنوان ابزاری برای مقاومت ارائه می‌کرد.
در سال ۲۰۲۳، او روی پروژهٔ «Aves Raras de Siempre» کار کرد که طراحی صوتی و تصویری بود و به حاشیه‌نشینی و تنوع صداها در موسیقی پرو می‌پرداخت.
پروژهٔ تک‌نفرهٔ او با نام «MedioAmor/MedioMiedo» یک اجرای ۵۰ دقیقه‌ای چندرسانه‌ای در سائوپائولو برزیل بود که شامل ترانه، کلام، صدا و حرکت می‌شد.

## آلبوم‌شناسی
- Raíz/Es (۲۰۱۷)[۲]

## نمایشگاه‌ها و اجراهای شاخص
- «Aves Raras de Siempre» – مرکز فرهنگی اسپانیا در لیما[۴]
- «Sobrevivir» – انجمن فرهنگی پرویی آمریکای شمالی[۳]
- «Medio Amor, Medio Miedo» – سسک سائوپائولو[۲]